# Teatro di Balbo

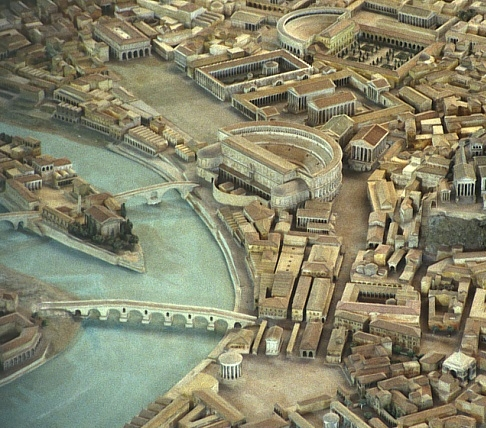
Modello di Roma, raffigurante in primo piano il teatro di Marcello e in secondo piano il teatro di Balbo con a fianco la Crypta Balbi

Il teatro di Balbo (in latino Theatrum Balbi) era uno dei tre teatri di Roma antica, il più piccolo ma anche il più elaborato dal punto di vista decorativo.

## Storia e struttura

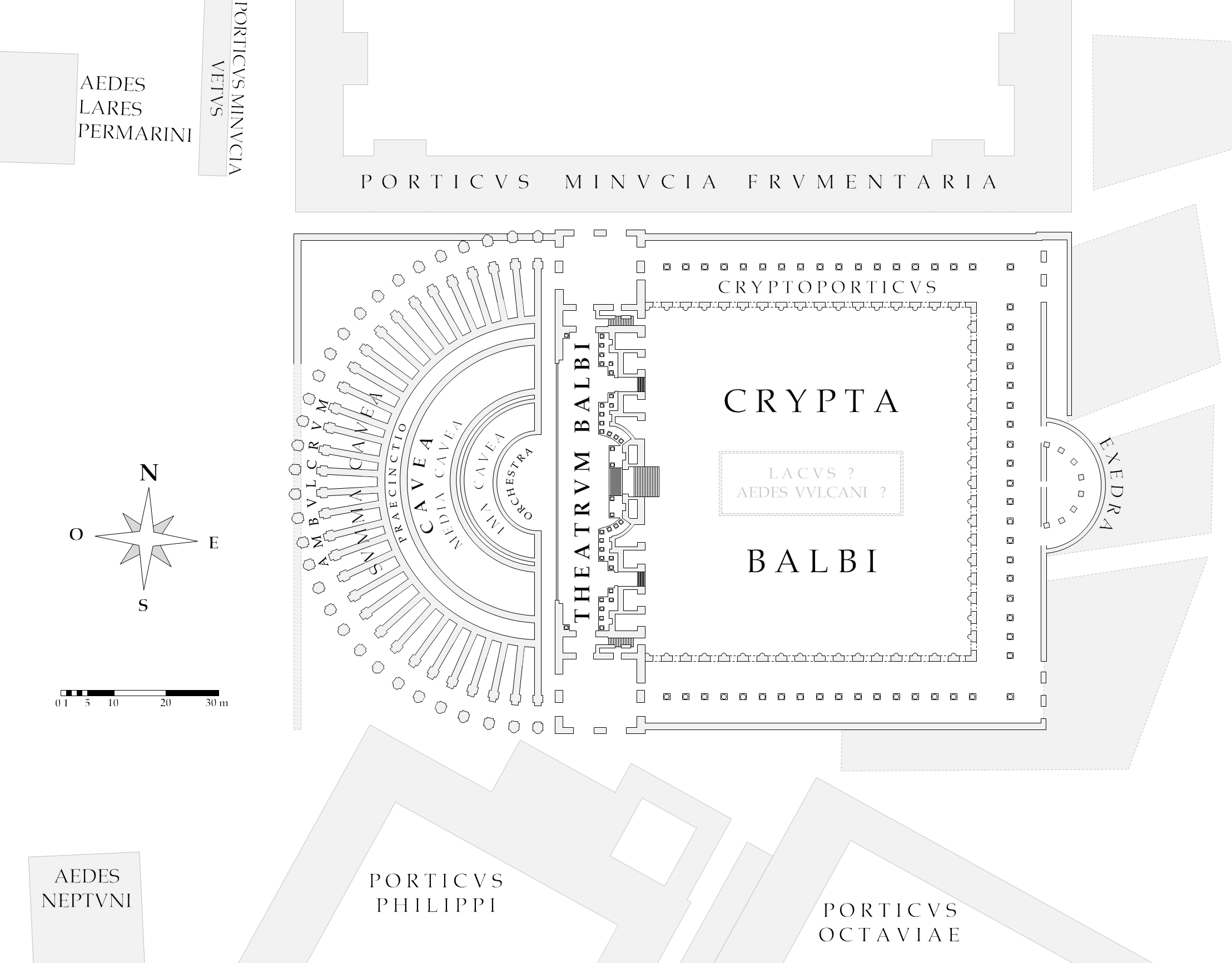
Pianta del teatro e della Crypta Balbi

Fu costruito in pietra da Lucio Cornelio Balbo, banchiere ed amico di Augusto, con il bottino della sua vittoria sui Garamanti e dedicato nel 13 a.C.; distrutto dal fuoco durante il regno di Tito (probabilmente nel 79), venne in seguito restaurato, probabilmente da Domiziano. Durante il medioevo vi furono installati dei negozi, e la via che vi passava davanti prese il nome di via delle Botteghe Oscure.
Il teatro aveva un diametro di 95 m e poteva ospitare 7700 spettatori, ed era lussuosamente decorato: sei colonnine di onice poste da Balbo nel teatro erano particolarmente famose.
Del teatro restano oggi tracce in opus quadratum e reticulatum della parte inferiore della cavea; alle spalle del teatro era la porticus post scaenam, la Crypta Balbi.
| Planimetria del Campo Marzio meridionale |
| --- |
| Tevere Navalia Circus Flaminius Teatro di Marcello T. di Diana T. della Pietà T. di Giano T. di Giunone T. di Spes Tempio di Bellona Tempio di Apollo Sosiano Tempio di Giove Statore Tempio di Giunone Regina Portico d'Ottavia Portico di Filippo T. d'Ercole Portico d'Ottavio Teatro di Balbo Crypta Balbi Portico di Minucio T. delle Ninfe Diribitorium T. di Giuturna T. della Fortuna T. di Feronia T. dei Lari Permarini Curia di Pompeo Portico di Pompeo Teatro di Pompeo Tempio di Venere Vincitrice Templi di Marte e Nettuno Santuario di Ercole Magnus Custos Tempio di Castore e Polluce Ponte Fabricio Isola Tiberina Porticus Maximae T. di Vulcano Porticus Divorum Villa Publica Hecatostylum T. della Fortuna equestre Anfiteatro di Statilio Tauro (?) |